# コルモゴロフ自己同型
数学において、コルモゴロフ自己同型（コルモゴロフじこどうけい、英: Kolmogorov automorphism）あるいは K-自己同型または K-シフト、 K-システム などと呼ばれるものは、コルモゴロフの0-1法則を満たすある標準確率空間上で定義された可逆な測度保存自己同型のことを言う。すべてのベルヌーイ自己同型は K-自己同型である（K-性を持つとも言う）が、その逆は成り立たない。多くのエルゴード力学系は K-性を持つことが示されているが、より近年の研究ではそれらの多くは実際、ベルヌーイ自己同型であることが示されている。
K-性の定義は一般的であるように思われるが、それはベルヌーイ自己同型とは確かに異なるものである。特にオルンシュタインの同型定理は、K-システムに対しては適用されず、したがってエントロピーはそれらのシステムを分類する上で十分ではない。すなわち、同一のエントロピーを持つ非同型な K-システムが非可算個存在する。本質的に、K-システムの集まりは大きく、乱雑で分類されていないものとなる。一方、オルンシュタイン理論によって B-自己同型は「完全に」表現されている。

## 正式な定義
{\displaystyle (X,{\mathcal {B}},\mu )} を標準確率空間とし、{\displaystyle T} を可逆な測度保存変換とする。このとき {\displaystyle T} が K-自己同型、K-変換あるいは K-シフトであるとは、次の三つの性質を満たす部分 σ-集合代数 {\displaystyle {\mathcal {K}}\subset {\mathcal {B}}} が存在することを言う：
{\displaystyle {\mbox{(1) }}{\mathcal {K}}\subset T{\mathcal {K}}}
{\displaystyle {\mbox{(2) }}\bigvee _{n=0}^{\infty }T^{n}{\mathcal {K}}={\mathcal {B}}}
{\displaystyle {\mbox{(3) }}\bigcap _{n=0}^{\infty }T^{-n}{\mathcal {K}}=\{X,\varnothing \}}
ここで記号 {\displaystyle \vee } は σ-集合代数の合併を表し、{\displaystyle \cap } は共通部分を表す。ここで等号はほとんど至る所で成立するものと解釈される。すなわち、高々測度ゼロの集合の上でのみ異なるものとなる。

## 性質
σ-集合代数は自明でないと仮定する。すなわち、{\displaystyle {\mathcal {B}}\neq \{X,\varnothing \}} とする。このとき {\displaystyle {\mathcal {K}}\neq T{\mathcal {K}}} となる。すると K-自己同型は強混合であることが従う。
すべてのベルヌーイ自己同型は K-自己同型であるが、その逆は成立しない。